# Lac Robertson
Lac Robertson är en sjö i Kanada.   Den ligger i regionen Abitibi-Témiscamingue och provinsen Québec, i den sydöstra delen av landet, 250 km väster om huvudstaden Ottawa. Lac Robertson ligger 328 meter över havet.
I omgivningarna runt Lac Robertson växer i huvudsak blandskog. Trakten runt Lac Robertson är nära nog obefolkad, med mindre än två invånare per kvadratkilometer.